# 2-й Динамовский переулок
Второ́й Дина́мовский переу́лок (до 1924 — 2-й Сорокосвятский переулок) — небольшая улица в центре Москвы в Таганском районе между Динамовской улицей и 3-м Крутицким проездом.

## История
Получил название 12 августа 1924 года по Динамовской улице в связи с сооружением на углу улицы и переулка в 1923 году первого жилого дома для рабочих завода «Динамо». Прежнее название — 2-й Сорокосвятский переулок по находящейся здесь церкви Сорока Мучеников Севастийских (Динамовская улица, 28; известна с 1625 года); по другим данным, получил название по Сорокосвятской (ныне — Динамовской) улице. Бывший 1-й переулок ныне не существует.

## Описание
2-й Динамовский переулок соединяет Динамовскую улицу и 3-й Крутицкий переулок. Проходит на юг параллельно Новоспасскому проезду.